# Erik Lundblad
Karl Erik Vilhelm Lundblad, född 19 maj 1869 i Uppsala, död 18 juni 1944 i Karlstad, var en svensk borgmästare. 
Lundblad, som var son till provinsialläkare Lars Lundblad och Johanna Grill, avlade hovrättsexamen i Lund 1896. Han blev stadsnotarie i Örebro stad 1903, förste rådman i Karlstads stad 1907 och var borgmästare där 1927–1938. Han var sekreterare hos stadsfullmäktige i Örebro 1903–1907, i Värmlands läns landsting 1914–1918, ordförande i Värmlands läns arbetsförmedlingsanstalt 1911–1929, Karlstads folkskolestyrelse 1912–1918, byggnadsnämnd 1927–1933, skönhetsråd 1921–1938, hälsovårdsnämnd 1927–1935, inkorporeringskommitté 1927–1933, AB Göteborgs Banks lokalstyrelse i Karlstad från 1920 samt inspektor för Karlstads föreläsningsanstalt, flickläroverk och skolor för yrkesundervisning till 1938.
Han var från 1916 gift med vävlärarinnan Anna Öman (1882–1965), de är begravna på Ruds kyrkogård i Karlstad.